# Pseudophilautus hypomelas
Espèce
Synonymes
- Ixalus hypomelas Günther, 1876
- Philautus hypomelas (Günther, 1876)

Statut de conservation UICN

 EX  : Éteint
Pseudophilautus hypomelas est une espèce d'amphibiens de la famille des Rhacophoridae. Elle est considérée comme éteinte depuis 2004 mais elle a été redécouverte en 2014.

## Répartition
Cette espèce était endémique du Sri Lanka,. N'ayant été aperçue depuis 1876, elle était considérée par l'UICN comme éteinte depuis 2004. Elle est redécouverte en 2010 dans les hauts plateaux du centre de Sri Lanka dans l'aire protégée de Peak Wilderness.

## Description
Le plus grand spécimen décrit par Günther mesurait 22 mm. La coloration de différents spécimens était variée mais le plus souvent brun chocolat avec les flancs noirs et tacheté de blanc ; une fine ligne longitudinale blanche était présente au milieu du dos.

## Publication originale
- Günther, 1876 : Notes on the mode of propagation of some Ceylonese tree-frogs, with description of two new species. Annals and Magazine of Natural History, ser. 4, vol. 17, p. 377–380 (texte intégral).